# London Labour and the London Poor
 (septembre 2023).
 (septembre 2023).

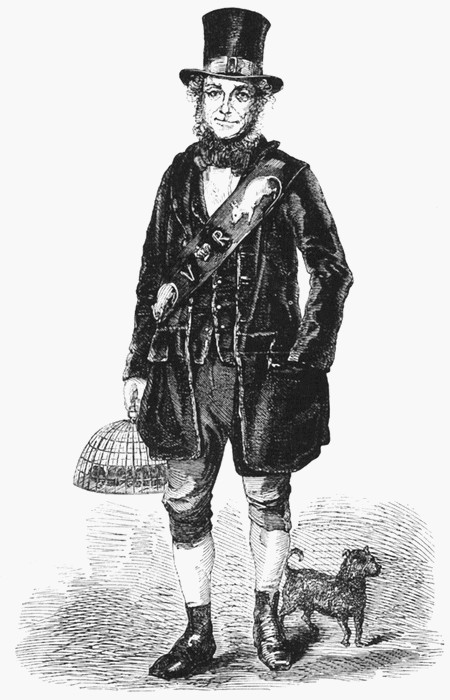
Jack Black, l'attrapeur de rats de Sa Majesté, 1851, tiré du volume 3, p. 11.

London Labour and the London Poor est un reportage sur la vie des populations pauvres de Londres à l'ère victorienne, écrit par le journaliste Henry Mayhew, et publié à partir de 1850

## Londres à l'ère victorienne
Londres est à cette époque en pleine croissance, du fait de l'essor de l'industrie. Sa population augmente massivement. Capitale de l'Empire britannique, celle-ci ressemble pourtant beaucoup à une ville du tiers-monde. 
En effet, il s'y concentre une misère noire dans les quartiers les plus pauvres, des taudis où s'entassent les travailleurs les plus pauvres. Mayhew y décrit un monde sale, violent, dangereux et misérable. Un monde où l'emploi est instable et précaire.

## La réalisation de l'ouvrage
Pour son ouvrage, Henry Mayhew se rend dans les quartiers populaires de Londres, comme l'East End, avec deux collaborateurs. Il interroge par exemple des mendiants, des prostituées, des voleurs, des ouvriers, des musiciens, des artistes de rues. Il entretient des relations particulières avec les venrdIl se rend également dans des asiles de pauvres. Il se tient informé des rapports de la Poor Law Commission, des forces de police et des autres autorités publiques.

### La réalisation des interviews
Il réalise de nombreuses interviews, et apporte un nombre considérable de données sur des sujets comme les salaires, les loyers, la criminalité, le coût de la vie, le nombre réel de travailleurs par profession, etc.
La majorité des témoignages recueillis sont anonymes, et il est difficile par conséquent de connaître l'influence qu'ils ont eu au final sur le travail de Mayhew.
De nombreuses personnes interrogées ont fini par développer des relations particulières avec Mayhew, qui les hébergeait parfois, les invitait chez lui ou leur offrait à manger. Sarah Chandler, une chanteuse de rue non-voyante, est un exemple de cette relation qui se développe entre l'auteur et les personnes avec qui il s'entretient : celui-ci vient régulièrement lui rendre visite à l'hôpital et leurs relations transparaissent dans les entretiens auxquels elle participe.
Devant l'extrême misère dans ces quartiers, il se retrouve parfois obligé de « négocier » ses interviews, comme ici lors d'une visite d'un dortoir collectif : 

« I now come to the class of the cheap lodging-houses usually frequented by the casual labourers at the docks.[...] On my first visit, the want and misery that I saw were much, that, in consulting with the gentleman who led me to the spot, it was arranged that a dinner should be given on the following Sunday to all those who were present on the evening of my first interview.

J'en viens maintenant à la catégorie des habitations bon marché habituellement fréquentées par les travailleurs occasionnels des docks [...] Lors de ma première visite, les besoins et la misère que je vis là étaient grands, au point qu'en m'entretenant avec le gentleman qui m'avait amené à cet endroit, il fut convenu qu'un dîner serait servi le dimanche suivant à tous ceux qui étaient présents le soir de mon premier entretien. »

— Henry Mayhew , Cheap lodging-houses, Volume III, pages 312-318.

#### Entretien avec Jack Black
L'auteur réalise un long entretien avec le chasseur de rats Jack Black. Il s'agit de l'une des biographie les plus développées de son ouvrage et occupe une dizaine de page dans le troisème volume de la série. Le chasseur de rat est présenté comme un personnage excentrique obsédé par la mission à laquelle il consacre sa vie. Pour l'auteur, le culte que Jack Black voue aux rats, qui s'étend jusqu'à leur consommation, est un symbole d'un tabou qui existe dans l'Angleterre victorienne et représente la dichotomie entre le sacré et la saleté, entre la reine et les rats qui prolifèrent dans sa capitale

### Le marché du travail à Londres et la classification des travailleurs
Il pointe le doigt sur un problème important : l'emploi, en s'intéressant au problème de l'instabilité et de l'irrégularité de celui-ci.

« The subject of casual labour is one of such vast importance in connection with the welfare of a nation and its people.[...]By casual labour I mean such labour as can obtain only occasional as contradistinguished from constant employment. I include all classes of workers[...] expose them to be employed temporarily.

Le sujet du l'instabilité de l'emploi est l'un des plus importants en rapport avec la santé d'une nation et de ces gens. Par travail instable, j'entends par là les travaux qui ne sont qu'occasionnels. J'inclus tous les travailleurs[...] s'exposant à l'emploi temporaire »

— Henry Mayhew , Casual labour, Volume II, pages 297-323.
Cela le conduit à faire apparaître les deux causes principales :

« The causes of casual labour may be grouped under two heads:
1. The Brisk and Slack Seasons, and Fit Times, or periodical increase and decrease of work in certain occupations.
2. The Surplus Hands appertaining to the different trades.

Les causes de l'instabilité de l'emploi peuvent être classées en deux catégories :
3. Les bonnes ou les saisons mortes, et le temps d'adaptation, ou la diminution et l'augmentation périodique du travail dans certains secteurs.
4. Le surplus de travailleurs. »

— Henry Mayhew , Casual labour, Volume II, pages 297-323.
Il tente de classifier les travailleurs en quatre catégories :

« [...]
1. Those that will work
2. Those that cannot work
3. Those that will not work
4. Those that need not work. »

« [...]
1. Ceux qui veulent travailler
2. Ceux qui ne peuvent pas travailler
3. Ceux qui ne veulent pas travailler
4. Ceux qui n'ont pas besoin de travailler »

— Henry Mayhew , Of the workers and non-workers, Volume IV, pages 3-12.
Son engagement en faveur des réformes sociales ne l'empêche pas de classer les mendiants dans la catégorie n° 3 : Those that will not work.

### Les minorités
Il s'intéresse au sort des minorités à Londres, constituée à l'époque des Irlandais, des Indiens et des Juifs, qui sont victimes de racisme et d'exclusion. 

« I found among the English costermongers a general dislike of the Irish. In fact[...] a genuine London costermonger hates an Irishman, considering him an intruder.

Je trouve parmi les grossistes Anglais un désamour général des Irlandais. Dans les faits[...] un grossiste Londonien de souche hait un Irlandais, le considérant comme un intrus. »

— Henry Mayhew , Of the street-Irish, Volume I, pages 104-118.
En parlant des Juifs, il décrit la scène suivante à laquelle il a assisté :

« When an ederly Jew was preceding him[a gentleman who spoke with Henry Mayhew], apparently on his return from a day's work, as an old clothesman. His bag accidently touched the bonnet of a dashing woman of the town, who was passing, and she turned round, abused the Jew, and spat at him, saying with an oath : 'You old rags humbug! You can't do that!' - an allusion to a vulgar notion that Jews have been unable to do more than slobber, since spitting on the Saviour »

— Henry Mayhew , The street-Jews, Volume II, pages 115-132.

## Publication
L'ouvrage est d'abord publié sous forme de périodique en plusieurs volumes, entre 1850 et 1852. Puis il est réédité en quatre volumes dix ans plus tard. 
Les différents numéros publiés donnent lieu à des lettres de lecteurs qui appuient, contredisent ou questionnent les travaux d'Henry Mayhew, voire sollicitent un entretien avec lui. Mayhew sélectionne certaines de ces lettres grâce à des votes, et répond à certaines de ces lettres personnellement, ajoutant ses commentaires aux numéros à paraître.

## Accueil

### Analyse
Selon Jenna M. Herdman, le ton de l'ouvrage oscille entre sympathie et déshumanisation envers les pauvres. Ainsi, dans l'un des premiers numéros de l'œuvre, l'auteur décrit les pauvres comme une « tribu errante », tandis qu'il s'érige à l'inverse dans l'ensemble du livre en faveur de réformes politiques et de la compassion envers les classes défavorisées. Toutefois, les divergences viennent peut-être également du fait que l'ouvrage a été écrit à plusieurs mains, le frère de Mayhew faisant notamment partie des auteurs.
L'auteur est totu de même sujet à des revirements et à une certaine inconsistance dans ses positions à l'égard des plus pauvres, selon Herdman. Anne Humpherys, spécialiste de la littérature victorienne, explique les incohérences de l'auteur dans son livre Travels into the Poor Man’s Country: The Work of Henry Mayhew.

### Critiques
Le romancier William Thackeray fait une critique très positive de son livre, affirmant qu'il s'agit d'« une image de la vie humaine si merveilleuse, si horrible, si pitoyable et pathétique, si excitante et terrible, que les lecteurs de romans avouent qu'ils n'ont jamais rien lu de pareil ».
Les écrits de Mayhew sont cependant critiqués par certains des groupes sociaux évoqués dans l'ouvrage. Ce sont en particulier les vendeurs de rue qui manifestent leur mécontentement à l'égard des écrits de Mayhew. La Street Traders’ Protection Association se sert des publications de presse, comme l'hebdomadaire Reynolds's Newspaper, mais aussi de meetings en public pour infirmer la description faite par Henry Mayhew des vendeurs de rue, qui seraient selon l'association « un groupe autonome et politisé ». Un membre de l'association critique le fait que Mayhew ait obtenu ses informations en payant ses interlocuteurs, « qui seraient prêts à dire n'importe quoi pour de l'argent » ; un autre affirme que « son seul objectif réel était de chercher à s'enrichir », et qu'il « n'avait aucune sympathie » pour les plus pauvres. Le secrétaire de l'association estime que « le seul bien qui découle de la diffamation de Mayhew à l'égard des gens de la rue est leur unification ».
Le Reynolds's Newspaper était cependant initialement partisan du travail de Mayhew, et estimait que l'ouvrage « deviendrait assurément l'un des plus populaires un jour ».

#### Sources primaires
- (en) Henry Mayhew, London Labour and the London Poor, Royaume-Uni, Wordswoth Editions.

#### Sources secondaires
- (en) Jenna M. Herdman, « Curious Conversations : Henry Mayhew and the Street-Sellers in the Media Ecology of London Labour and the London Poor », Journal of Victorian Culture, vol. 26, no 3,‎ juillet 2021, p. 384-403 (DOI 10.1093/jvcult/vcab002, lire en ligne).
- (en) Alexandra Mullen, « Mining the ash heap », New Criterion, vol. 31, no 3,‎ novembre 2012, p. 14-19 (lire en ligne ).
- (en) Natalie Prizel, « The Non-Taxonomical Mayhew », Victorian Studies, vol. 57, no 3,‎ 2015, p. 433-444 (DOI 10.2979/victorianstudies.57.3.433)
- (en) Asa Briggs, « Selections from London Labour and the London Poor, by Henry Mayhew. », Scientific American, vol. 215, no 1,‎ juillet 1966, p. 123 (JSTOR 24930999)